# Taraxacum platycarpum
Taraxacum platycarpum hay đôi khi được gọi là Bồ công anh Hàn Quốc là một loài thực vật có hoa trong họ Cúc. Loài này được Dahlst. miêu tả khoa học đầu tiên năm 1907.